# Разпъване на кръст
Разпъването на кръст или разпятието в исторически план е вид смъртно наказание.
Ръцете и краката на осъдения на смърт човек са били заковавани с гвоздеи към дървената основа или са пристягани към нея чрез въжета. Гвоздеите се забиват не в стъпалата и дланите, а в дългите кости на крайниците, защото съществува опасност прикования към дървения кръст човек поради земното притегляне да се „изхлузи“ от инструмента на наказанието.

## Оръдие на наказанието
Като правило за оръдие на наказанието са използвани дървени кръстове с различни форми, по принцип Т-образни, но и с други форми:
- Crux Simplex — прост вертикален стълб;
- Сrux Immissa — вертикална и хоризонтална кръстосани греди †;
- Crux Decussata — кръст във формата на „X“.

Понякога в центъра на кръста е прикачена малка стълба, на която разпнатия може да се опре. Кръстовете са издигани вертикално и изложени на публична показ. Често разпъването върху дървен кръст е било предшествано от срамна церемония-шествие, по време на която осъдения човек трябва да носи част от дървения кръст — т.нар. патибулум (лат.  patibulum) — дървена греда, дълга около 4 м и тежка над 130 кг, която е ползвана като хоризонтална напречна греда на оръдието на наказанието (разпъване върху дървен кръст).
Изпълнението на смъртното наказание през античността чрез разпятие е било използвано във Вавилония, Древна Гърция, Палестина, Картаген, но е особено често срещано в Древния Рим, където разпятието се превръща в основен инструмент за изпълнение на смъртната присъда, тъй като е бавна и мъчителна смърт, служеща за назидание на останалите. Посредством разпъване върху кръст са екзекутирани особено опасни престъпници (бунтовници, предатели, убийци и други). В Древен Рим, в случай на убийство на собственик на къща от неговите роби, живеещи в къщата му, независимо от техния пол и възраст те е трябвало задължително да бъдат разпнати. Налице е предание според Библията, че в Палестина по отношение на царствените особи задължително се е прилагало като смъртно наказание разпятието (виж Ирод Велики и младенците). Наказания разпъване върху дървен кръст са наложени и на участниците във въстанието на Спартак.
 Според доктрината на християнството, разпятието на Исус Христос прави оръдието на наказанието – кръста, символ на християнската религия. Разпятието донася смърт и на християнските светци, апостолите Андрей и Петър, мъченик Клеоник от Амасия – в азиатската част от Турция и други по време на ранното християнство.
Основната причина за смъртта при разпъване върху дървен кръст е асфиксията, причинена от развиващия се белодробен оток и умора, възпрепятстващи дишането и функционирането на междуребрените абдоминални мускули. В поза разпятие основна опора за тялото са ръцете и дишането се осъществява посредством мускулите на корема и междуребрените абдоминални мускули, което води до бързо изчерпване на физическите сили на живото тяло. Също така при разпъване върху дървен кръст гръдните мускули са обтегнати към раменния пояс и това води до затруднения в дишането, причиняващи събирането на течност в белите дробове и белодробен оток. Допълнителни причини за смърт при разпятие са дехидратация и загубата на кръв от раните.
Здравата опора чрез привързаност на тялото към дървения кръст прави дишането по-лесно, което по принцип само забавя настъпването на мозъчна смърт, увеличавайки мъките на осъдения. За да се ускори изпълнението на смъртната присъда чрез разпъване върху дървен кръст, пищялите на осъдените биват отрязвани, което ги лишава от допълнителна опора.
Разпнатият умира в адски мъки, дълго и болезнено, обикновено в рамките на 5 – 6 календарни дни.
В 21-и век разпъването върху дървен кръст съществува като вид смъртно наказание в законодателството на Судан, но осъденият жив човек бива обесен преди да бъде разпънат върху дървен кръст, след което мъртвото му тяло бива разпънато върху дървен кръст за назидание на обществеността.